# بحيرة بوكاك
بحيرة بوكاك هي بحيرة اصطناعية في جمهورية صرب البوسنة، البوسنة والهرسك، تقع في بلدية مركونيتش غراد.